# Seth Putnam
Seth Edward Putnam (15 de mayo de 1968 - 11 de junio de 2011) fue un cantante y guitarrista estadounidense, conocido por haber sido el vocalista y fundador de la banda grindcore y noisegrind, Anal Cunt.  Era conocido por sus gritos agudos y humor  mórbido. Durante su carrera, Putnam participó en varios proyectos secundarios, incluyendo voces en The Great Southern Trendkill de Pantera.

## Juventud
Putnam nació el 15 de mayo de 1968, en Boston, Massachusetts; sus padres, Edward R. Putnam y Barbara Ann Donohue estaban divorciados. Seth estuvo casado con Alison, su primera esposa, desde diciembre de 1998 hasta junio del 2001. Luego se casó con Julie, su segunda esposa, en el año 2008. A mitad de los 80, Putnam tocó el bajo en la banda de thrash metal Executioner.

## Personalidad
A pesar de su bizarro sentido del humor y su estilo de vida turbulento, los fanáticos y compañeros a menudo describían a Putnam como una persona cálida, inteligente y sensible. Putnam se veía a sí mismo como un comediante y utilizaba la música como salida.

## Sobredosis y coma
El 12 de octubre de 2004, Putnam fue hospitalizado luego de ingerir una mezcla de cocaína, alcohol, heroína, y una dosis equivalente a dos meses de pastillas de dormir Se ha reportado que estuvo contemplando el suicidio días anteriores a lo sucedido, aunque las circunstancias exactas en torno a la sobredosis son imprecisas. La reacción de Putnam a su irónico estado de coma -el disco I Like It When You Die contenía una canción titulada "You're in a Coma" (Estás en coma)- fue publicada en Boston Phoenix: "En realidad, resultó ser tan gay como la canción que escribí hace nueve años - estar en coma fue tan estúpido como yo lo había escrito".

## Pelea con Chris Barnes
Ha habido roces entre Putnam y el vocalista de Six Feet Under, Chris Barnes. Según el sitio web de Putnam, él interrumpió a Barnes durante el concierto de Six Feet Under, llevándolos a un altercado entre ambos, mientras que Seth era rodeado por los ayudantes de Barnes al mismo tiempo que éste huía al autobús de viaje. Putnam compuso la canción "Chris Barnes is a Pussy" (Chris Barnes es un marica) como respuesta al incidente. A pesar de la pelea, Putnam dijo que "Murder in the Basement" (Asesinato en el sótano) era su canción favorita de Six Feet Under.

## Muerte
El 11 de junio de 2011, Putnam murió de un ataque al corazón a la edad de 43 años.

## Proyectos secundarios y bandas anteriores
- Angry Hate
- Satan's Warriors
- Impaled Northern Moonforest
- Shit Scum
- Full Blown A.I.D.S.
- Death's Head Quartet
- Cuntsaw
- You're Fired
- Adolf Satan
- Upsidedown Cross (nota: Aunque Putnam ha sido reconocido como guitarrista en el split con Sloth, el álbum en realidad fue grabado años antes de que ingresara a la banda)
- Executioner
- Post Mortem
- Siege
- Sirhan Sirhan
- Insult
- Person Killer
- Vaginal Jesus

## Algunas bandas las cuales Putnam ha participado (en vivo o grabaciones)
- Bad Mouthed Bandits (guitarra)
- Bratface (guitarra)
- Eyehategod (voces)
- Buzzoven (voces)
- Fear of God (de Suiza) (batería)
- Flächenbrand (batería en una canción)
- Haggis (voces)
- Kilslug (guitarra, batería)
- Necrophiliacs (bajo en una canción)
- Nightstick (voces)
- Sickie Wifebeater's 4F Club (voces)
- Seven Minutes of Nausea (batería/coros en Disobedient Losers)
- Pantera (gritos adicionales en el disco del año 1996, The Great Southern Trendkill)

## Voces como invitado
- Bruce Chittenden
- Arson Anthem
- Brutal Truth
- Convalescent Surprise
- Corrosion of Conformity
- Graveyard BBQ
- Incantation
- Le Scrawl
- Nasty Disaster
- Padded Hell
- Pantera
- Psycho
- P.T.L Klub
- Scissorfight
- Slapshot
- The Ruins
- Thor
- Today Is The Day
- W.B.I.
- No Skids Daddy (en la canción "16")